# ویلیام برتل
سرلشکر ویلیام برتل (William Brattle) (زادهٔ ۱۸ آوریل ۱۷۰۶ – درگذشتهٔ ۲۵ اکتبر ۱۷۷۶)، سیاستمدار، وکیل دادگستری، روحانی، پزشک و افسر نظامی اهل آمریکا بود که از ۱۷۳۶ تا ۱۷۳۸ میلادی به عنوان دادستان کل ماساچوست خدمت کرد. برتل به‌خاطر نقشی که در جریان جنگ انقلاب آمریکا داشت شناخته می‌شود، چون وی در اوایل از آرمان میهن‌دوستی حمایت می‌کرد، اما بعدتر وفاداری خود را به نفع وفادارماندگان داد و این امر در نهایت موجب افول وی را فراهم کرد.
برتل که فرزند یک روحانی سرشناس ماساچوست بود، در سال ۱۷۲۲ میلادی از کالج هاروارد فارغ‌التحصیل شده و به‌زودی املاک پدر و هم عموی خود را به ارث برد، چیزی که وی را به یکی از ثروتمندترین مردان ماساچوست مبدل کرد. برتل پیش از اینکه قسمت اعظمی از حرفه خود را به عنوان سیاستمدار و افسر نظامی در شبه‌نظامیان استعماری بگذارند، در جریان دو جنگ میان فرانسه و هندی‌ها خدمت نموده و تا ۱۷۶۰ میلادی به درجه نظامی سرتیپ ترفیع نماید تا حدی به‌طور سرسری به کار در حوزه پزشکی و حقوق نیز می‌پرداخت.
با شدت گرفتن تنش‌ها میان بریتانیا و مستعمرات آمریکایی، برتل در ابتدا از میهن‌دوستان طرفداری می‌کرد، اما پس از اختلافات در رابطه با حقوق قاضی‌ها به باشگاه وفاداران پیوست. در ۱۷۷۴ میلادی، برتل در مورد وضعیت یک انبار باروت که در خارج از شهر بوستون بود، نامهٔ به فرماندار توماس گیج نوشت؛ افزایش تنش‌ها گیج را وادار نمود تا دستور تغییر دادن موقعیت باروت را بدهد، اما این امر موجب خشم ساکنان محلی شده و برتل را مجبور کردند تا از نیروهای بریتانیایی تقاضای محافظت نماید.
در جریان همه‌گیری جنگ انقلاب آمریکا، برتل در بوستونِ تحت-کنترل-بریتانیا باقی ماند، از جمله در جریان مدتی که بوستون توسط نیروهای میهن‌دوست در ۱۷۷۶ میلادی محاصره گردید. او هنگام تخلیه شهر در ۱۷۷۶ میلادی، در کنار ارتش بریتانیا از این شهر خارج شده و در هالیفاکس، نوا اسکوشیا ساکن شد و هفت ماه بعد به عمر ۷۰ سالگی در آنجا درگذشت. خیابان برتل در کمبریج و شهرک برتلبورو در ورمونت، به افتخار وی نام‌گذاری شده‌اند.

## اوان زندگی
ویلیام برتل در ۱۸ آوریل ۱۷۰۶ در کمبریج، ماساچوست متولد شد. پدر وی کشیش ویلیام برتل، روحانی بود که از ۱۶۹۶ تا ۱۷۱۷ میلادی به عنوان سرپرست حوزه اسقفی اول کمبریج خدمت کرد؛ او همچنین فارغ‌التحصیل هاروارد، عضو انجمن سلطنتی و برده‌دار بود. مادر برتل الیزابت هیمن برتل نام داشت که در ۲۸ ژوئیه ۱۷۱۵ درگذشته بود. او یک برادر بزرگتر به‌نام توماس داشت که در سن جوانی وفات نموده بود.
پدر وی در ۱۷۱۷ میلادی وفات نمود و ویلیام که هنوز جوان بود سال بعدی وارد کالج هاروارد شد. در جریان مدتی که ویلیام در این کالج بود، او به عنوان یکی از شاگردان ممتاز در کلاس خود پنداشته می‌شد، کلاسی که ریچارد سالتونستال (از خانواد سالتونستال) و سیاستمدار آینده رود آیلند، ویلیام الری سینیور نیز در آن حضور داشتند؛ او به‌خاطر نقض قواعد هاروارد، جریمه نیز شده بود. او در ۱۷۲۲ میلادی با کسب مدرک لیسانس علوم مقدماتی (بی‌ای) از کالج هاروارد فارغ‌التحصیل شد.
در ۱۷۲۷ میلادی، برتل زمانی که ۲۱ سال سن داشت، تمامی املاک پدر و عموی خود را به عنوان تنها وارث آنها به ارث برد، چیزی که وی را به یکی از ثروتمندترین مردان ماساچوست مبدل کرد. برتل در این مقطع از زندگی خود «یک ملک بزرگ و به‌خوبی-سرمایه‌گذاری شده را به ارث برده بود و منابع بسیار وافری داشت تا هر طعمی را که از نظر طبیعی یا آموزشی به آن علاقه‌مند می‌شد، به راحتی کشت نماید». در همان سال، او همچنین دستور داد تا عمارتی به عنوان محل بودوباش وی ساخته شود.

## حرفه
برتل پس از اینکه از هاروارد فارغ‌التحصیل شد، برای مدت کوتاهی روحانی شده و به دادن موعظه آغاز کرد. با این حال در ۱۷۲۵ میلادی، او تصمیم گرفته بود تا دیگر به کار خود به عنوان کشیش ادامه ندهد و در این زمان به علم پزشکی روی آورد و در خلال مدتی که در کمبریج بود، هم دانشجویان و هم ساکنان را معالجه می‌کرد. او همچنین به‌طور خصوصی به حرفه وکالت می‌پرداخت و با «تعهد ویژهٔ که به آلما ماترای خود داشت»، عضو هیئت ناظرین هاروارد بود.
برتل برای ۲۱ بار، آغاز از ۱۷۲۹ میلادی، به عنوان مرد منتخب در هیئت مردان منتخب کمبریج خدمت کرد. در ۱۷۳۶ میلادی، وی به عنوان نماینده در مجلس نمایندگان ماساچوست بی انتخاب گردید؛ در همان سال، وی همچنین به خدمت در سمت دادستان کل ماساچوست آغاز نموده و تا ۱۷۳۸ میلادی در این سمت باقی ماند و در نهایت ادموند تراوبریج جایگزین وی شد.
ارتباطات خانوادگی وی، برتل را در میان نخبه‌های ماساچوست قرار داد و او به‌زودی در رویدادهای سیاسی، دینی و نظامی بزرگ آن دوره دخیل شد. در جریان دهه ۱۷۴۰ میلادی، او یکی از مخالفان نخستین بیداری بزرگ بود، احیای مسیحیت که به سرعت در بریتانیای کبیر و مستعمرات آمریکای شمالی آن پخش شد. برتل مخالفت خود با مبشر جورج وایتفیلد را که یکی از طرفداران احیای مجدد بود و هاروارد را به بی‌دینی متهم می‌کرد، در ملأ عام اعلام کرد.
در ۱۷۲۹ میلادی، برتل با ملحق شدن به گروهان باستانی و باافتخار توپخانه ماساچوست (AHAC)، حرفه نظامی خود در شبه‌نظامیان استعماری را آغاز کرد. پنج سال بعد در ۱۷۳۳ میلادی، او هنگامی که به عنوان افسر در تیپ اول ملیشا در شهرستان مدلسکس خدمت می‌کرد، برتل یک رهنمود نظامی تحت عنوان قواعد و دستورهای متفرقه برای طراحی یک تیپ را نوشت که «بیشتر افسران انگلیسی و آمریکایی آن را در کوله‌پشتی نظامی خود حمل می‌کردند».
در ۱۷۴۵ میلادی، زمانی که ترس از حمله فرانسه ناشی از جنگ شاه جورج افزایش یافت، فرماندار سلطنتی ماساچوست بی، ویلیام شرلی، کسی که برتل از حامیان سرسخت وی بود، برتل را به عنوان فرمانده نیروهای کمکی مستقر در کاسل ویلیام گماشت. برتل همچنین در جریان جنگ فرانسه و هندی‌ها (۱۷۵۴ – ۱۷۶۳ میلادی) و جنگ هفت ساله تئاتر آمریکای شمالی، در تشکیل شبه‌نظامیان استعماری خدمت کرد؛ تا ۱۷۶۰ میلادی، او به درجه نظامی سرلشکر ترفیع نموده بود.

## انقلاب آمریکا و مرگ
در دهه ۱۷۶۰ میلادی، برتل که حالا در شورای فرماندار ماساچوست خدمت می‌کرد، به عنوان یکی از رهبران استعماری مخالف سیاست‌های شاهی بریتانیا که از سوی فرماندار سر فرانسیس برنارد و معاون فرماندار توماس هاتچینسون ترویج می‌شدند، ظهور کرد. هرچند برتل نسبت به جنبش پسران آزادی هم‌دردی داشت، اما در ۱۷۷۳ میلادی به‌خاطر اختلاف روی حقوق قاضی‌ها از میهن‌دوستان جدا شد؛ برتل بر این عقیده بود که حقوق قضات باید ثابت باشد تا آنها بتوانند به‌طور مستقل از فرماندار استعماری و مجلس استانی عمل نمایند، وی مقالاتی زیادی به دفاع از این استدلال خود نیز منتشر کرد.
براساس یادداشت تاریخ‌گار ویلیام پناک، از آن نقطه به بعد، «برتل را می‌توان از زمرهِ تعداد روزافزون نخبه‌های سیاسی کهنسال شمرد که هرچند در اوایل با سیاست بریتانیا مخالف بودند، اما بعدها از این هراس داشتند که رشد سیاست‌های مردمی نظم جامعه را تهدید خواهد کرد». برای تغییر دادن وفاداری خود به‌سوی وفاداران، هاچینسون وی را به درجه نظامی سرلشکر ترفیع داد. به عنوان مسئول شبه‌نظامیان استعماری، برتل «به‌طور غالب در نمایش‌های روزافزون مقامات سلطنتی ظاهر شده» و تعهدنامهٔ را برای دفاع از هاچینسون در کنار «سایر افراد هم طبقه وی»، امضاء نمود.
در ۱۷۷۴ میلادی، برتل نامهٔ به تاریخ ۲۷ اوت به فرماندار توماس گیج نوشت و وی را مطلع نمود که کل مقدار باروت که در مالکیت حکومت است، همان مقدار باروت است که در انبار خانه باروت کهنه، انباری در نزدیک بوستون باقی‌مانده‌است، چون به هر اندازه باروت که در سایر شهرک‌های نزدیک ماساچوست بود، از انبارها برداشته شده‌اند. این نامه گیج را متقاعد نمود تا به‌خاطر حفاظت از باروت توسط بریتانیا، آن را از انبار سابقه بیرون بکشد، اما این کار باعث جرقه‌زدن به چیزی شد که بعدها معروف به هشدار باروت گردید.
در ۳۱ اوت، گیج بخشدار شهرستان میدلسکس به‌نام دیوید فیپس را به‌سوی برتل اعزام نموده و به وی دستور داد تا انبار باروت را خارج سازد؛ برتل کلیدهای انبار را به فیپس تسلیم نمود. همزمان، گیج نامهٔ که برتل به وی نوشته بود را گم کرد و این نامه توسط میهن‌دوستان یافته شده و تبلیغات شد. شایعاتی پخش شد که در جریان بیرون کردن باروت، خشونت صورت گرفته بود؛ گروهی از مردمان خشمگین اطراف عمارت وی را محاصره نموده و برتل را مجبور نمودند تا با خانواده خود به بوستون به نزد بریتانیایی‌ها برود. با این حال، پس از آشکار شدن اینکه هیچ خشونتی صورت نگرفته بود، تنش‌ها در نهایت فروکش کرد.
در ۲ سپتامبر، روزنامه‌های بوستون نامهٔ از برتل را منتشر کردند که برتل در آن تأکید نموده بود هیچ هشداری به گریج در رابطه با بیرون کردن باروت نداده بود؛ طبق گفته برتل، گیج از وی خواسته بود تا از محتویات انبار یک موجودی انجام دهد و او از دستور گیج پیروی کرده بود. برتل در بوستون باقی ماند و در جریان جنگ انقلاب آمریکا، حتی در هنگام محاصره بوستون، در منطقه تحت کنترل بریتانیا به‌نام کاسل آیلند زندگی می‌کرد و در نهایت یکجا با ارتش بریتانیا در مارس ۱۷۷۶ هنگام تخلیه شهر، بوستون را ترک کرد. او در ۲۵ اکتبر ۱۷۷۶ به عمر ۷۰ سالگی در هالیفاکس، نوا اسکوشیا درگذشت.

## زندگی خصوصی، خانواده و میراث
برتل در طول حیات خود به نام نیک «دلشاد، مرد عاشق خوشحالی» معروف شده بود، اما دشمنان وی او را «سرلشکر شکم» می‌خواندند. دولت‌مرد آمریکایی جان آدامز از برتل به عنوان فردی که «از طریق غرور خود و باید بگویم، از طریق تظاهر غیر محتاطانه و غیر متواضعانه این غرور خود در مقابل اقدامات حکومت بریتانیا، به شهرت بسیاری رسیده‌است»، یادآوری نمود. برتل مالک زمین بسیاری در ماساچوست بود و همچنین در مناطق کمبریج، بوستون، اوکهام، هالیفاکس و ورمونت جنوب‌شرقی زمین داشت. پس از اینکه وی در هالیفاکس وفات نمود، در گورستان «زمین خاکسپاری قدیمی» به خاک سپرده شد.
برتل در ۱۷۲۷ میلادی با کاترین سالونستال، دختر فرماندار کنتیکت گردون سالتونستال، ازدواج کرد. پس از اینکه همسرش در ۱۷۵۲ میلادی درگذشت، برتل بار دیگر با مارتا فیچ، بیوه سیاستمدار اهل بوستون به‌نام جیمز آلن، در ۱۷۵۵ میلادی ازدواج کرد. برتل نُه فرزند داشت، اما از این میان تنها دو تن آنها تا جوانی زنده ماندند، توماس و کاترین. در جریان جنگ انقلاب آمریکا، علی‌رغم اینکه توماس برتل قبلاً زمانی که در انگلستان بود خود را یک وفادارمانده می‌خواند، او توانست میهن‌دوستان را قانع سازد که از آرمان آنها حمایت می‌کند و در نتیجه عمارت خانوادگی خود را نگهدارد.
خیابان برتل و چهارراه برتل در کمبریج، ماساچوست و همچنین شهر برتلبورو، ورمونت (در اصل برتلبوروغ بود) به افتخار او نام‌گذاری شده‌اند. شهرک ورمونت به این دلیل پس از برتل نام‌گذاری شده بود که وی یکی از مالکان اصلی شهرک برتلبوروغ بود. هرچند، براساس گزارش تاریخ نگاران آستین جیکوبز کولیج و جان براینارد مانسفیلد، هیچ مدرکی از اینکه او گاهی از این شهرک دیدار کرده‌است، وجود ندارد.

### ارجاعات
1. 1 2  Marble 1993, p. 37.
2. 1 2  Marble 1993, p. 278.
3. ↑  Sibley & Shipton 2011, pp. 200–207.
4. ↑  Miller 2015.
5. ↑  Safford 1955.
6. ↑  Sibley & Shipton 2011, p. 206.
7. 1 2  Hurd 2016, p. 38.
8. 1 2  Sibley & Shipton 2011, pp. 10–11.
9. 1 2 3 4 5 6 7 8 9 10 11 12  Pencak 2004.
10. 1 2  Stark 2015, pp. 294–297.
11. ↑  Floyd 1994, p. 68.
12. ↑  Stebbins Jr. & Renn 2014, pp. 77–78.
13. ↑  Sibley & Shipton 2011, p. 12.
14. ↑  Nester 2000, p. 123.
15. ↑  Sibley & Shipton 2011, p. 15.
16. 1 2  Stebbins Jr. & Renn 2014, p. 77.
17. ↑  Richmond 1971, p. 5.
18. ↑  Frothingham 2018, p. 13.
19. ↑  Richmond 1971, p. 6.
20. ↑  Richmond 1971, pp. 52–56.
21. ↑  Fischer 1994, pp. 47–48.
22. ↑  French 1911, pp. 122–125.
23. 1 2  Richmond 1971, pp. 57–58.
24. ↑  Washburn 2015, p. 210.
25. ↑  Bennington Banner 1966.
26. ↑  Stark 2015, p. 295.
27. ↑  Seward 2008.
28. 1 2  Coolidge & Mansfield 2019, p. 755.

### کتاب‌ها
- Floyd, Margaret Henderson (1994). Architecture after Richardson: Regionalism before Modernism--Longfellow, Alden, and Harlow in Boston and Pittsburgh. University of Chicago Press. ISBN 978-0-226-25410-4.
- Stebbins Jr., Theodore E.; Renn, Melissa (2014). American Paintings at Harvard: Volume 1: Paintings, Watercolors, and Pastels by Artists Born Before 1826. Harvard Art Museums. ISBN 978-0-300-15352-1.
- Sibley, John Langdon; Shipton, Clifford Kenyon (2011). Biographical Sketches Of Graduates Of Harvard University: In Cambridge, Massachusetts. Nabu Press. ISBN 978-1-246-54637-8.
- Coolidge, Austin Jacobs; Mansfield, John Brainard (2019) [1859]. History and Description of New England. Inktank Publishing. ISBN 978-3-7477-0378-6.
- Hurd, Duane Hamilton (2016) [1890]. History of Middlesex County, Massachusetts, With Biographical Sketches of Many of Its Pioneers and Prominent Men; Volume 5. Wentworth Press. ISBN 978-1-362-98176-3.
- Frothingham, Richard (2018) [1851]. History of the Siege of Boston, and of the Battles of Lexington, Concord, and Bunker Hill: Also an Account of the Bunker Hill Monument. With Illustrative Documents. Franklin Classics. ISBN 978-0-341-94048-7.
- Fischer, David Hackett (1994). Paul Revere's Ride. Oxford University Press. ISBN 978-0-19-508847-2.
- Richmond, Robert P. (1971). Powder Alarm 1774. Auerbach. ISBN 978-0-87769-073-3.
- Washburn, Emory (2015) [1840]. Sketches of the Judicial History of Massachusetts From 1630 to the Revolution in 1775. Palala Press. ISBN 978-1-340-59997-3.
- Marble, Allen E. (1993). Surgeons, Smallpox, and the Poor: A History of Medicine and Social Conditions in Nova Scotia, 1749-1799. McGill–Queen's University Press. ISBN 978-0-7735-0988-7.
- Nester, William R. (2000). The Great Frontier War: Britain, France, and the Imperial Struggle for North America, 1607-1755. Praeger. ISBN 978-0-275-96772-7.
- Stark, James Henry (2015) [1910]. The Loyalists of Massachusetts and the Other Side of the American Revolution. Andesite Press. ISBN 978-1-297-76256-7.
- French, Allen (1911). The Siege of Boston. Macmillan Publishers. OCLC 3927532.
- Pencak, William (2004). "Brattle, William (1706–1776)". Oxford Dictionary of National Biography (online ed.). Oxford University Press. doi:10.1093/ref:odnb/68472. (Subscription or UK public library membership required.)

### روزنامه‌ها
- Seward, Zachary M. (April 6, 2008). "Get Me Rewrite!". The Harvard Crimson. Harvard University. Retrieved December 3, 2021.
- Miller, Aaron J. (November 12, 2015). "Royall Must Live: Harvard's dark past can't vanish". The Harvard Crimson. Harvard University. Retrieved December 3, 2021.
- Safford, Frank R. (October 13, 1955). "Tory Row: Circling the Square". The Harvard Crimson. Harvard University. Retrieved December 3, 2021.
- "Williams Brattle's Borough Revives 'Uncle Bill's' Memory". Bennington Banner. June 25, 1966. Retrieved December 3, 2021 – via newspapers.com.